# 신명차량사업소
신명차량사업소(新明車輛事業所)는 대한민국 경상남도 김해시 삼계동에 있는 부산-김해 경전철의 차량기지이다. 심야에 21편성이 주박한다. 

## 개요
개통 직후부터 지금까지 영업하고 있으며, 부산-김해경전철 1000호대 전동차 2량 25편성 전량의 경·중검수와 주박을 담당한다. 차량기지로부터 약 1km 떨어진 곳에 부산-김해 경전철의 종착역인 가야대역이 있어서 인입 선로가 있다.
기지 북쪽에는 부산 시내버스 업체인 성원여객의 차고지가 있다.